# Spanje op de Olympische Zomerspelen 1996
Spanje nam deel aan de Olympische Zomerspelen 1996 in Atlanta, Verenigde Staten. 

## Deelnemers en resultaten

### Atletiek
- Maite Zúñiga
- Salvador Vila
- Isaac Viciosa
- Fernando Vázquez
- María Vascó
- Julia Vaquero
- Carlos Sala
- Rocío Ríos
- Mónica Pont
- Daniel Plaza
- Óscar Pitillas
- Cristina Petite
- Antonio Peñalver
- María Concepción Paredes
- Eva Paniagua
- Manuel Pancorbo
- Arturo Ortíz
- Jesús Oliván
- Javier Navarro
- Sandy Myers
- Íñigo Monreal
- Enrique Molina
- Ana Menéndez
- Jordi Mayoral
- Manuel Martínez
- Isabel Martínez
- David Martínez
- María José Mardomingo
- Alberto Juzdado
- Venancio José
- Anacleto Jiménez
- Encarnación Granados
- Alejandro Gómez
- Jesús Ángel García
- Javier García
- Diego García
- Jesús Font
- Martín Fiz
- Frutos Feo
- Reyes Estévez
- Marta Domínguez
- Andrés Díaz
- Miguel de los Santos
- Elisardo de la Torre
- Carlos de la Torre
- Juan Gabriel Concepción
- Inma Clopés
- Manuel Borrega
- Francisco Benet
- Jaime Barroso
- José Manuel Arcos
- Abel Antón
- Miriam Alonso
- Ana Isabel Alonso
- Valentí Massana
- Fermín Cacho

### Beachvolleybal
- Javier Yuste
- Miguel Ángel Martín Prieto
- Sixto Jiménez
- Javier Bosma

### Boksen
- Rafael Lozano

### Boogschieten
- Antonio Vázquez

### Gewichtheffen
- Lorenzo Carrió

### Gymnastiek

#### Turnen
- Elisabeth Valle
- Diana Plaza
- Gemma Paz
- Mercedes Pacheco
- Mónica Martín
- Joana Juárez
- Verónica Castro
- Jesús Carballo

#### Ritmische gymnastiek
- Almudena Cid
- Alba Caride
- Estíbaliz Martínez
- Tania Lamarca
- Lorena Guréndez
- Estela Giménez
- Nuria Cabanillas
- Marta Baldó

### Handbal

#### Mannentoernooi
- Selectie
  - Alberto Urdiales
  - Iñaki Urdangarín
  - Juan Pérez
  - Josu Olalla
  - Jordi Nuñez
  - Demetrio Lozano
  - José Javier Hombrados
  - Fernando Hernández
  - Rafael Guijosa
  - Raúl González
  - Mateo Garralda
  - Jaume Fort
  - Jesús Fernández
  - Aitor Etxaburu
  - José Salvador Esquer
  - Talant Duyshebayev

### Hockey

#### Mannentoernooi
- Selectie
  - Ramón Jufresa
  - Oscar Barrena
  - Joaquín Malgosa
  - Jordi Arnau
  - Juantxo García-Mauriño
  - Jaime Amat
  - Juan Escarré
  - Victor Pujol
  - Ignacio Cobos
  - Xavier Escudé
  - Javier Arnau
  - Ramón Sala
  - Juan Dinares
  - Pablo Amat
  - Pablo Usoz
  - Antonio González

#### Vrouwentoernooi
- Selectie
  - Elena Carrión
  - Natalia Dorado
  - María Cruz González
  - Carmen Barea
  - Silvia Manrique
  - Nagore Gabellanes
  - Teresa Motos
  - Sonia Barrio
  - Monica Rueda
  - Luci Lopez
  - Mar Feito
  - Maider Tellería
  - Elena Urquizu
  - Bego Larzabal
  - Sonia de Ignacio
  - María Victoria González

### Judo
- León Villar
- José Tomás Toro
- Roberto Naveira
- Almudena Muñoz
- Cristina Curto
- Sara Álvarez
- Yolanda Soler
- Isabel Fernández
- Ernesto Pérez

### Kanovaren
- Gregorio Vicente
- Oleg Shelestenko
- Juan Manuel Sánchez
- Belén Sánchez
- Juan José Román
- Ana María Penas
- Emilio Merchán
- Cristina Martínez
- Beatriz Manchón
- Toni Herreros
- Jovino González
- Miguel García
- Javier Etxaniz
- María Eizmendi
- José Manuel Crespo
- Agustín Calderón
- José Alfredo Bea
- Izaskun Aramburu
- Esteban Aracama

### Paardensport
- Rafael Soto
- Fernando Sarasola
- Enrique Sarasola
- Pedro Sánchez
- Javier Revuelta
- Ignacio Rambla
- Juan Matute
- Rutherford Latham
- Alejandro Jordá
- Beatriz Ferrer-Salat
- Santiago Centenera
- Ramón Beca
- Luis Álvarez

### Roeien
- Melquiades Verduras
- Juan Carlos Sáez
- David Morales
- José Antonio Merín
- Esperanza Márquez
- Alfredo Girón
- Juan Manuel Florido
- Nuria Domínguez
- José María de Marco
- Fernando Climent
- Anna Accensi

### Schermen
- Raúl Peinador
- Fernando Medina
- Raúl Maroto
- José Francisco Guerra
- César González
- Javier García
- Antonio García
- Oscar Fernández
- Fernando de la Peña
- Taymi Chappe
- Rosa María Castillejo

### Schietsport
- Gemma Usieto
- María Quintanal
- José Pérez
- Jorge González
- María del Pilar Fernández
- Cristina Antolín

### Schoonspringen
| Olympiër        | Discipline    | Resultaat | Prestatie                |
| --------------- | ------------- | --------- | ------------------------ |
| Rafael Álvarez  | 3 m plank (m) | 36e       | voorronde: 208.83 punten |
| José Miguel Gil | 3 m plank (m) | 31e       | voorronde: 295.47 punten |
| Julia Cruz      | 3 m plank (v) | 26e       | voorronde: 205.32 punten |

- María Dolores Sáez
- Daniel Pavón

### Tennis
- Virginia Ruano Pascual
- Carlos Costa
- Albert Costa
- Tomás Carbonell
- Conchita Martínez
- Sergi Bruguera
- Arantxa Sánchez Vicario

### Voetbal

#### Mannentoernooi
- Selectie
  - Juan Luis Mora
  - Gaizka Mendieta
  - Agustín Aranzábal
  - Javi Navarro
  - Santiago Denia
  - Óscar García
  - Raúl
  - Roberto Fresnedoso
  - Sergio Corino
  - José Ignacio
  - Iñigo Idiakez
  - Aitor Karanka
  - Jorge Aizkorreta
  - Fernando Morientes
  - Iván de la Peña
  - Jordi Lardín
  - Sietes
  - Dani
- Bondscoach: Javier Clemente

### Waterpolo

#### Mannentoernooi
- Selectie
  - Josep María Abarca
  - Ángel Luis Andreo
  - Daniel Ballart
  - Pedro García
  - Salvador Gómez
  - Manuel Estiarte
  - Iván Moro
  - Miguel Ángel Oca
  - Jorge Payá
  - Sergi Pedrerol
  - Jesús Rollán
  - Jordi Sans
  - Carles Sans

### Wielersport
- Joane Somarriba
- Silvia Rovira
- Jokin Mújika
- José Moreno
- Melchor Mauri
- Juan Martínez
- Joan Llaneras
- Roberto Lezaun
- Bernardo González
- Manuel Fernández
- José Antonio Escuredo
- Fátima Blázquez
- Laura Blanco
- Izaskun Bengoa
- Adolfo Alperi
- Marino Alonso
- Abraham Olano
- Miguel Induráin

### Zeilen
- David Vera
- José María van der Ploeg
- Kiko Sánchez
- Helen Montilla
- Domingo Manrique
- Jorge Maciel
- Javier Hermida
- Antón Garrote
- Luis Doreste
- José Doreste
- Mireia Casas
- Jordi Calafat
- Theresa Zabell
- Begoña Vía Dufresne
- Fernando Léon
- José Luis Ballester

### Zwemmen
- Eva Piñera
- María Peláez
- Silvia Parera
- María Olay
- Ivette María
- Fátima Madrid
- Martín López-Zubero
- Frederik Hviid
- Susanna Garabatos
- Claudia Franco
- Bárbara Franco
- Joaquín Fernández
- Itziar Esparza
- Blanca Cerón
- Marc Capdevila
- Juan Benavides
- Lourdes Becerra
- José Luis Ballester

Afghanistan · Albanië · Algerije · Amerikaanse Maagdeneilanden · Amerikaans-Samoa · Andorra · Angola · Antigua‑Barbuda · Argentinië · Armenië · Aruba · Australië · Azerbeidzjan · Bahama's · Bahrein · Bangladesh · Barbados · België · Belize · Benin · Bermuda · Bhutan · Bolivia · Bosnië en Herzegovina · Botswana · Brazilië · Britse Maagdeneilanden · Brunei · Bulgarije · Burkina Faso · Burundi · Cambodja · Canada · Centraal-Afrikaanse Republiek · Chili · China · Chinees Taipei · Colombia · Comoren · Congo-Brazzaville · Cookeilanden · Costa Rica · Cuba · Cyprus · Denemarken · Djibouti · Dominica · Dominicaanse Republiek · Duitsland · Ecuador · Egypte · El Salvador · Equatoriaal-Guinea · Estland · Ethiopië · Fiji · Filipijnen · Finland · Frankrijk · Gabon · Gambia · Georgië · Ghana · Grenada · Griekenland · Groot-Brittannië · Guam · Guatemala · Guinee · Guinee-Bissau · Guyana · Haïti · Honduras · Hongarije · Hongkong · Ierland · IJsland · India · Indonesië · Irak · Iran · Israël · Italië · Ivoorkust · Jamaica · Japan · Jemen · Joegoslavië · Jordanië · Kaaimaneilanden · Kaapverdië · Kameroen · Kazachstan · Kenia · Kirgizië · Koeweit · Kroatië · Laos · Lesotho · Letland · Libanon · Liberia · Libië · Liechtenstein · Litouwen · Luxemburg ·  Macedonië · Madagaskar · Malawi · Malediven · Maleisië · Mali · Malta · Marokko · Mauritanië · Mauritius · Mexico · Moldavië · Monaco · Mongolië · Mozambique · Myanmar · Namibië · Nauru · Nederland · Nederlandse Antillen · Nepal · Nicaragua · Nieuw-Zeeland · Niger · Nigeria · Noord-Korea · Noorwegen · Oeganda · Oekraïne · Oezbekistan · Oman · Oostenrijk · Pakistan · Palestina · Panama · Papoea-Nieuw-Guinea · Paraguay · Peru · Polen · Portugal · Puerto Rico · Qatar · Roemenië · Rusland · Rwanda · Saint Kitts en Nevis · Saint Lucia · Saint Vincent en Grenadines · Salomonseilanden · Samoa · San Marino · Sao Tomé en Principe · Saoedi-Arabië · Senegal · Seychellen · Sierra Leone · Singapore · Slovenië · Slowakije · Soedan · Somalië · Spanje · Sri Lanka · Suriname · Swaziland · Syrië · Tadzjikistan · Tanzania · Thailand · Togo · Tonga · Trinidad en Tobago · Tsjaad · Tsjechië · Tunesië · Turkije · Turkmenistan · Uruguay · Vanuatu · Venezuela · Verenigde Arabische Emiraten · Verenigde Staten · Vietnam · Wit-Rusland · Zaïre · Zambia · Zimbabwe · Zuid-Afrika · Zuid-Korea · Zweden · Zwitserland